# Metabiantes submontanus
Metabiantes submontanus is een hooiwagen uit de familie Biantidae.